# Emin Ağalarov
Emin Araz oğlu Ağalarov (n. Bakú, RSS de Azerbaiyán; 12 de diciembre de 1979), conocido simplemente bajo el nombre artístico de Emin, es un cantante, compositor y empresario azerí. Pese a haber nacido en Azerbaiyán y crecer en Moscú, Emin escribe e interpreta sus canciones en inglés.
Emin llamó la atención por su álbum debut Still, que vendió más de 100.000 copias en todo el mundo. En 2010 lanzó su álbum Wonder en el Reino Unido y se convirtió en el primer artista de Azerbaiyán y de Europa del Este que actuaba en la BBC Radio 2. El primer sencillo de su álbum de 2012, After the Thunder, fue la canción "Baby Get Higher", escrito por David Sneddon, y que se agregó a la BBC Radio 2 A-List en abril de 2012.

## Biografía
Agalarov nació el 12 de diciembre de 1979 en Bakú, República Socialista Soviética de Azerbaiyán, pero a la edad de cuatro años él y su familia se trasladó a Moscú, donde su padre Aras Agalarov comenzó su propio negocio, Crocus International. Educado por primera vez en Rusia, más tarde fue educado en Suiza y Nueva Jersey, Estados Unidos. En 2001 se graduó con una licenciatura en Negocios y Gestión en Nueva York. Agalarov también trabaja como director comercial de Crocus International.

## Discografía
- 2006: Still
- 2007: Incredible
- 2008: Obsession
- 2009: Devotion
- 2010: Wonder
- 2012: After the Thunder
- 2014: Amor

## Vida personal
Estuvo casado con Leyla Əliyeva, la hija de İlham Əliyev, presidente de su país Azerbaiyán. Se casaron en 2006 y se divorciaron en el 2015